# Шевроновая рыба-бабочка
Шевроновая рыба-бабочка, или голубополосый мегапротодон (лат. Chaetodon trifascialis) — вид лучепёрых рыб из семейства щетинозубых, обитает в Индо-Тихоокеанской области от Красного моря и Восточной Африки до Гавайских островов и островов Общества.

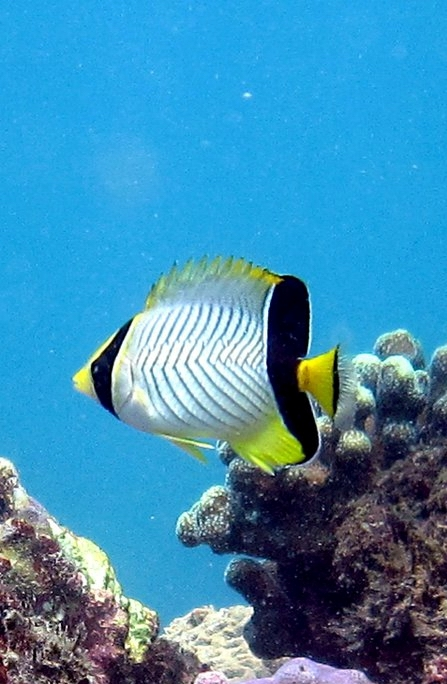
Отличие в окраске молодой особи Chaetodon trifascialis по сравнению со взрослой особью

## Описание
Взрослые особи имеют удлинённое белое тело с узкими отметинами в виде стропила (шеврона) и могут достигать до 18 см в длину. Молодые особи в большинстве своем имеют жёлтый хвост и широкую чёрную полосу, проходящую от задней части спинного плавника до задней части анального плавника. Рисунок на хвосте и окраска задней части тела резко меняется вместе с ростом, у взрослой особи хвост становится полностью чёрного цвета с тонким жёлтым контуром, а задняя часть тела не отличается по цвету от передней.
Из-за своеобразной зависимости цвета от возраста и вытянутого силуэта этот вид был отнесен в монотипический подрод Megaprotodon. Его ближайшими ныне живущими родственниками являются особи подродов Discochaetodon (например, Chaetodon octofasciatus) и Tetrachaetodon (например, Chaetodon speculum). Эти и, возможно, некоторые другие подроды, будут отнесены к роду Megaprotodon, если род Chaetodon будет разделен.
Бабочка-шеврон — это территориальный вид, обитающий в мелких морских лагунах у рифов, на которых живут кораллы Acropora, полипами и слизью которых они питаются. Они встречаются на глубинах от 2 до 30 м. Взрослые особи плавают либо в одиночку, либо (особенно в сезон размножения) парами, в то время как молодые особи прячутся среди кораллов. Рыбы данного вида яйцекладущие.